# Championnat national de tennis des États-Unis 1881
Le Championnat national de tennis des États-Unis 1881 est la toute première édition de ce qui deviendra par la suite l'US Open de tennis.
En simple, Richard D. Sears bat William E. Glyn sur le score de 6-0, 6-3, 6-2.
Le premier double messieurs est remporté par la paire Frederick Winslow Taylor et Clarence Clark contre Alexander Van Renssalaer et Arthur Newbold sur le score 6-5, 6-4, 6-5.